# تییستسو ماخوبلا
تییستسو ماخوبلا (انگلیسی: Tiisetso Makhubela؛ زادهٔ ۲۴ آوریل ۱۹۹۷) بازیکن فوتبال اهل آفریقای جنوبی است.
وی همچنین در تیم ملی فوتبال زنان آفریقای جنوبی بازی کرده‌است.